# Pietro Milone
Pietro Milone (Palmi, 20 novembre 1867 – Palmi, 4 novembre 1933) è stato un poeta italiano.

## Biografia

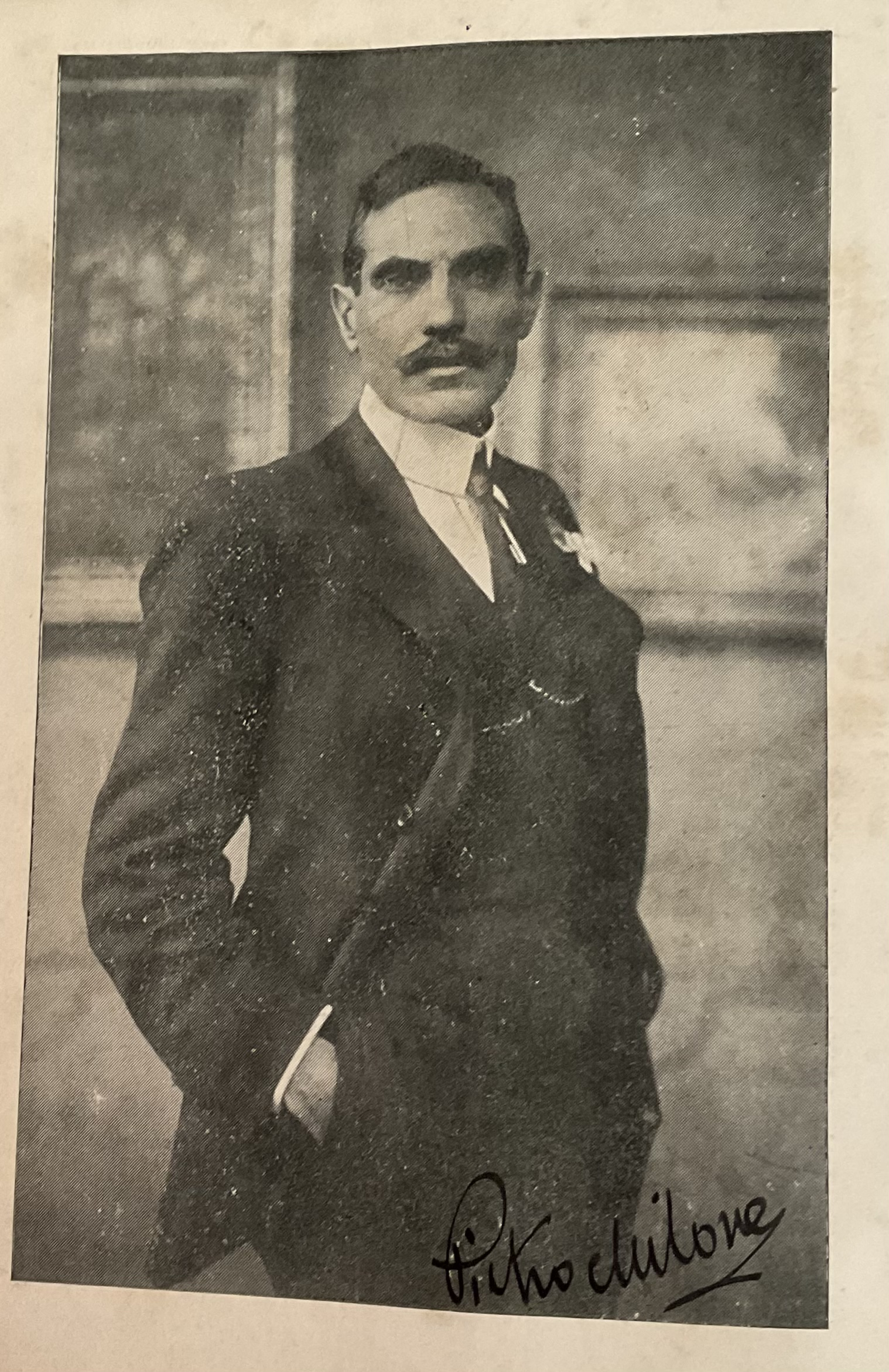
Pietro Milone 1867-1933

Pietro Milone nacque a Palmi, da famiglia povera, nel 1867 e compì pochi anni di studio, dovendo lavorare come legatore di libri in un'attività di un familiare. Fin da giovane, continuando a lavorare presso la libreria, cominciò a scrivere dei brani dialettali che proponeva all'ascolto dei clienti del negozio. Pertanto il negozio prese l'appellativo di "Zanichelli di Palmi" e molti cittadini colti, come medici, avvocati e artigiani vi andavano per ascoltare le poesie in vernacolo, a volte improvvisate, composte dal Milone.
L'oggetto delle poesie era dato dagli avvenimenti che accadevano a Palmi in quel periodo, con uno stile umoristico e burlesco, e i versi vennero pubblicati dalla fine XIX secolo agli inizio XX secolo.
La sua opera più importante è considerata la "Supprica al guardiano del paradiso" creata a seguito del terremoto del 1908 che colpì Palmi in modo violento. Nel 1922 tutte le sue opere furono raccolte e pubblicate in un volume dal titolo "Picci e Zannelli".
Nel 1923 venne designato come giurato nella corte d'assise di Palmi ma, rifiutando, compose un'opera dal titolo "Supprica a lu cavaleri Boianu" (presidente allora della corte).
Morì a Palmi il 4 novembre 1933 e Leonida Repaci scrisse che Pietro Milone diede eco, con forza rappresentativa, alla storia e ai problemi di Palmi dell'epoca.
La sua casa di Palmi fu donata al comune per farne una biblioteca con annesso un "centro studi delle tradizioni popolari".